# Desastre de Lübeck
El desastre de Lübeck (en alemán ‘’Lübecker Impfunglück‘’) fue una serie de vacunaciones mortales accidentales efectuadas durante el año 1930 en la ciudad de Lübeck (Alemania). Supone el mayor accidente relacionado con las vacunas del siglo XX, y se produjo a causa de una vacunación preventiva contra la tuberculosis tras la introducción del BCG.

## Preparativos de la vacunación
En 1921, Calmette y Guérin pusieron a punto, tras 13 años de trabajo preparatorio, una vacuna preventiva oral contra la tuberculosis. En 1928, 150 000 niños ya habían sido vacunados fuera de Alemania. Basándose en su experiencia de años tratando la tuberculosis, el jefe del servicio de salud de Lübeck, Ernst Altstaedt, y el director del Hospital General, Georg Deycke, decidieron iniciar la vacunación de recién nacidos en la localidad. Esta iniciativa, con el visto bueno del Senado de la ciudad, respondía a las directivas de la Oficina de la Salud de la República de Weimar formuladas en 1927 y reiteradas tras el informe favorable de la comisión de Higiene de la Sociedad de Naciones en 1928.
A principio de agosto de 1929, un cultivo del bacilo BCG llegado desde París fue transformado en vacuna en el laboratorio de Deycke por Anna Schütze, enfermera no cualificada en bacteriología. Más tarde se descubrió que el laboratorio no estaba adaptado a la fabricación de vacunas, ya que no existía un clara separación espacial entre los cultivos para vacunas y los cultivos de tuberculosis infecciosa que se preparaban simultáneamente.
La vacunación comenzó oficialmente el 24 de febrero de 1930. Deycke y Altstaedt mostraron su negligencia al no experimentar en animales para comprobar que el cultivo destinado a las vacunas no se había contaminado con bacilos virulentos de la tuberculosis. La mayoría de los padres aceptó por escrito esta vacunación gratuita, y en los dos meses siguientes, 256 recién nacidos (un 84 % de todos los bebés nacidos durante ese periodo en Lübeck) recibieron la vacuna oral contra la tuberculosis.
Deycke y Altstaedt no llevaron a cabo controles médicos de seguridad a los bebés vacunados, persuadidos de que no había ningún peligro. Solo dispusieron una cita seis meses después para constatar la eficacia de la vacunación.

## Muertes y proceso
El 17 de abril murió el primer niño de tuberculosis. Hizo falta que murieran tres niños más para que Deycke detuviera las vacunaciones el 26 de abril.
El 12 de octubre de 1931, después de que los expertos tuvieran suficiente tiempo para establecer las causas del accidente, se abrió el llamado “proceso Calmette” ante la sala 2 de lo penal del tribunal de primera instancia de Lübeck. El proceso duró 76 días, hasta el 6 de febrero de 1932, día en que Deycke fue condenado a dos años de prisión y Altstaedt a 15 meses por homicidio y lesiones causadas por negligencia médica.
A causa de esta contaminación de las vacunas, de los 251 niños vacunados, 72 murieron de tuberculosis generalizada y 135 sufrieron tuberculosis y sanaron. Otros 44 niños vacunados no presentaron ningún síntoma pero experimentaron una conversión tuberculínica. Este incidente retrasó en Alemania la introducción de la vacuna BCG hasta la Segunda Guerra Mundial.
En Alemania, dada la poca frecuencia de la tuberculosis, y de la insuficiente protección que ofrecía la vacuna BCG, además de los efectos secundarios que provoca, la Comisión Permanente de Vacunas (STIKO) decidió dejar de recomendar esta vacuna en marzo de 1998.

## Consecuencias del accidente con las vacunas
El profesor Lagrange, del hospital Saint-Louis de París, recuerda que, según el informe de la comisión investigadora de la época «la cepa de BCG utilizada había sido contaminada por una cepa virulenta de Mycobacterium tuberculosis (cepa kiel, fácilmente identificable en cultivo por su carácter pigmentario) y que había sido manipulada en el laboratorio que había producido la vacuna», es decir, el laboratorio de Lübeck. Esta contaminación accidental de la vacuna por cepas virulentas es responsable de numerosas muertes que podrían haberse evitado con mayor control y rigor».
Este drama tuvo grandes consecuencias, y a pesar de los resultados de la comisión investigadora, que eximían de cualquier responsabilidad al BCG, hicieron falta numerosas reuniones de expertos internacionales y varios años para que en 1948 quedara totalmente aceptada la inocuidad del BCG y se iniciaran las grandes campañas de vacunación antituberculosa.

## Los Reichsrichtlinien
Como consecuencia del proceso de Lübeck, el Consejo de Salud del Reich publicó varias directivas destinadas a regular la ética médica según los principios del respeto a la vida, la evaluación minuciosa de los prejuicios humanos en caso de experimentación de un nuevo producto, el consentimiento del paciente, la prioridad de la experimentación en animales y la prohibición de las presiones sociales.